# مكتب عنبر
مكتب عنبر هو معلم أثري يقع في حي المنكنة في منطقة دمشق القديمة شرق المسجد الأموي، ويقع بمسافة قصيرة عن الشارع المستقيم، وهو يعتبر المنزل الأكبر بالمقارنة بمنازل المدينة القديمة، بُني وصُمم في منتصف القرن التاسع عشر الميلادي على يد السيد يوسف أفندي عنبر، وهو بناء متميز ومتقن البناء يعد نموذجاً للبيت الدمشقي، شكله مستطيل بمساحة 5000 متر مربع وهو مقسم لثلاثة أقسام، كل قسم له باحته الخاصة التي تحيط بها الغرف، ويبلغ مجموعها 40 موزعة على طابقين، صادرته الدولة العثمانية لتحوله إلى مدرسة للأولاد أو كما سُمي مكتب، يعد من أجمل البيوت الدمشقية القديمة التي لم يطرأ عليها أي تغير نتيجة العوامل الطبيعية والبشرية، وهو يعد صرح حضاري هام، ومركز تعليمي رائد كان له أثر كبير في النهضة العلمية والثقافية، وقد تخرج منه أبرز وأهم من تقلدوا المناصب في دمشق وبيروت. وهو الآن مقر لجنة حماية مدينة دمشق القديمة، وسُمِّيت المنطقة التي يقع فيها باسمه نظرًا لأهميته. كما صدر فيلم مكتب عنبر ضمن سلسلة الأفلام الوثائقية «بصمة مكان» التي قدّمت بمناسبة احتفالية دمشق عاصمة للثقافة العربية.

## تاريخ المكتب
يقع مكتب عنبر شرقي الجامع الأموي في دمشق، وهو بالأصل منزل شُيد على الطراز الدمشقي الشهير، وقد بناه ثري يهودي دمشقي اسمه يوسف أفندي عنبر سنة 1872م ويرى باحثون أخرون إلى أن تاريخ تشييده يعود لعام 1867م، وقد أنفق على إنشائه 43 ألف ليرة عثمانية وقد كان هذا المبلغ ذو قيمة كبيرة حينها، اكتمل بناء قسمين منه بمبلغ ضخم جداً، وبسبب ارتفاع التكاليف قام عنبر بالتخلي عن المشروع في عام 1887م، ثم قامت الدولة العثمانية بمصادرته منه لقاء دين لها عليه حيث كان بمثابة المكتب السلطاني حتى العام وأكملت بناءه وأضافت له جناحين، وحولته إلى مدرسة لتعليم الأولاد، وقد حُفر على اللوحة الخارجية التي تعلوها الطغراء السلطانية: (مكتب إعدادية ملكية)، وبعد انسحاب العثمانيين من سوريا في القرن العشرين قامت الحكومة بتحويل المبنى إلى مدرسة للبنات (معهد التجهيز والفنون النسوية) ومن بعدها هُجر. وبذلك أصبح مكتب عنبر من أقدم المدراس في سوريا.

### العهد العثماني
بعد أن صادرته الدولة العثمانية من عنبر يوسف، تم تحويله إلى مدرسة للأولاد أو كما سمي مكتب (مكان الكتابة أو الدراسة) وكانت الدراسة فيه تصل إلى الصف التاسع فقط وكان أغلب طلابه عرباً من أبناء دمشق.

### العهد التركي
بعد أن غدت اللغة التركية هي الرسمية، بُدل أعضاء الإدارة وهيئة التدريس فأصبحوا جميعهم أتراك، وكان مكتب عنبر الإعدادية الوحيدة في دمشق، ويتراوح عدد طلابها بين 500-600 طالب، وكان التعليم فيها مجاني، بينما كان القاطنون فيها يدفعون رسوم الإقامة والطعام. وكانت تقدم دروس في القرآن الكريم، العلوم الدينية، الفقه، اللغة العربية، ترجمة اللغة التركية، الفارسية، علم الاقتصاد، علم الجغرافيا والفلك، وجغرافية الدولة العثمانية، تاريخ الدولة العثمانية، الحساب، الجبر، الزراعة، الرسم، الخط، الكيمياء والفيزياء والميكانيكا، علم طبقات الأرض، النباتات والحيوانات.

### عهد الملك فيصل
بدأت مؤسسات الدولة بالعودة للعربية لتكون اللغة الرسمية للبلاد في عهد الملك فيصل الأول عام 1919م بعد تحررها من الدولة العثمانية، وكان مكتب عنبر من أول المؤسسات المعربة، ودرس فيها فيها نخبة من المربين العرب منهم: الشيخ عبد القادر المبارك، جودت الهاشمي، محمد البزم، كامل نصري، عبد الرحمن سلام، محمد الداودي، محمد علي الجزائري، رشيد بقدونس، شكري الشربجي، أبو الخير القواص، سليم الجندي، مسلم عناية، جميل صليبا، جودت الكيال، يحيى الشماع، عاصم البخاري، وكان لهم اليد لمحو الآثار التركية، وعودة العربية، وبعث التراث العربي، وسمي المكتب آنذاك مدرسة التجهيز و دار المعلمين.

### الانتداب الفرنسي
كان الضابط المتقاعد شريف رمو، ومصطفى تمر، وجودة الهاشمي، وعبد الحميد الحراكي، وشكري الشربجي، مديرين عليها بعد الحرب العالمية الأولى، وكان المكتب مدرسةَ التجهيز ودارًا للمعلمين للعلم، وموئلًا للوطنية، ومصدرًا للحركات الشعبية، ومنها انطلقت الثورة السورية الكبرى عام 1925م، وتم في عام 1935م تأهيل مجموعة من المعلمين المؤقتين وتدريسهم أصول التربية والتعليم وعلم النفس فأحدث في المكتب صف سمي صف «التعليم العالي» عُين له الدكتور «خالد شاتيلا» مديراً، وتم في العام نفسه إنجاز مبنى مدرسة التجهيز «ثانوية جودت الهاشمي- اليوم» فنقل إليه طلاب «مكتب عنبر»، الذي تحول بعد ذلك إلى مقر لقصر الثقافة العربية، تقام فيه الندوات الثقافية والمعارض الفنية.

### الجمهورية العربية السورية
اتخذت الحكومة من المبنى مقراً لمعهد التجهيز والفنون النسوية ومن ثم هُجر، وكان المبنى المهجور متضرر جداً وعلى وشك الانهيار الكامل، وقامت وزارة الثقافة بشراء المبنى بهدف الحفاظ عليه من الانهيار فقط، ومن بعدها قامت بتحويله إلى مقر للثقافة العربية في عام 1976م، فقامت الوزارة بإجراء الإصلاحات فأعادت للبناء رونقه وبهاءه، وتم إلغاء المطبخ ومطعم الطلاب الليلي، وتحوت قاعة الكيمياء والفيزياء الكبيرة إلى قاعة محاضرات، وصار مدخلها من الباحة الأولى، وتم إنشاء عريشة في الباحة الأولى وزرع بها أشجار الكرم والزينة، وأُعيد ترميم الحمام وفتحه للزائرين، وفصلت الدار التي ألحقت بالمكتب والتي كانت معدة للطلاب ودار المعلمين وصالة المرسم وملعب الرياضة حيث سُلمت لجمعيات خيرية في عام 1980م، واكتملت أعمال الترميم وافتتح بمسمى قصر الثقافة العربية ويحتوي على متحف وقاعة عرض ومكتبة، ومنذ عام 1988م أصبح مقراً لمديرية دمشق القديمة التي تُعنى بكل ما يتعلق بالمدينة القديمة داخل السور. وبه الآن قاعة للمكتبة ومتحف وورش للعمل اليدوي.  وفي عام 2012م افتتحت محافظة دمشق مركز لخدمة المواطن في مكتب عنبر، ويتضمن عمل المركز معاملات ترخيص، خدمات وشكاوى، وإخراج قيود وتراخيص وسجلات إدارية، وتقديم معاملات واقعة ضمن المدينة القديمة داخل السور وخارجه وشرائح والمباني الأثرية.
كان الهدف من إطلاق برنامج إعادة الترميم هو إعادة شكله كما كان آنفاً بقدر المستطاع، وتمت أعمال إعادة الزخارف التي بدءها عنبر بناءاً على أبحاث ومعلومات تاريخية، ولكن لم تتم علمية ترميم الجناحين المضافين من قبل الدولة العثمانية حسب وثائق تاريخية، وبعد ما ابتدأت الترميم، تم تغيير الخطة ليدخل ضمن برنامج إعادة استخدام تلاؤمية، ليصبح مكتبة، ومتحف، ومركز معارض، وورش عمل حرفية.

## المعمارية
بناء المكتب متميز ومبني بإتقان، وهو مستطيل الشكل بمساحة تبلغ 3825 م2، أو بمساحة 5000م2، يحتوي على ثلاث أقسام رئيسة، وقد أضيف إليه قسم رابع في وقت لاحق، كل قسم يتوسطه باحة خاصة به (ديار) التي تحيط بها الغرف، وهناك باحة مركزية كبيرة تطل عليها غرفة استقبال الرجال والإيوان، وخلف هذا الجزء يوجد القسم الخاص بالنساء تطل على باحة غير مركزية، أما الجزء الخلفي من المنزل فيحتوي على ثلاث غرف مخصصة للخدم والغرف منظمة حول باحة خاصة ومدخل خلفي. وتُحيط الأجنحة بفناء كامل يوفر مدخلاً للطريق ولمنطقة الرجال، واحد من هذه الأجنحة يرتفع بمقدار طابقين. وتحتوي كلٌ من الباحات الثلاثة على نافورة وبحرة، وتتجلى أهمية باحة الرجال الوسطى بإعطاءها نافورة مزخرفة، وحديقة طبيعية. وعلى البوابة الرئيسية لوحة رخامية كُتب عليها مكتب إعدادية ملكية وفي أعلاها الطغراء السلطانية. ويبلغ مجموع الغرف أربعون غرفة موزعة على طابقين، ويعد المبنى تحفة ونموذجاً جميلاً للبيت الدمشقي.

## مكتب عنبر في عيون طلابه
علي الطنطاوي: أين أنت يا مكتب عنبر رحم الله أيامك أين أنت يا عهود الصبا ...على تلك «المربعات» وا«لقاعات» و«الفرنكات» و«المصبات» على ذلك الفن الشامي الأصيل.. على دارنا وداركم، على مكتب عنبر الذي كان جنة من جنات الشام، وما كلفي من تلك المنازل بأرضها وجدرانهاولا بسقوفها واركانها ولا بصحنها وإيوانها ولا بوردها وريحانها ولكن على من غبر من سكانها...
ظافر القاسمي: ما أحلى ايامك يا مكتب عنبر، إني اكاد أقطع بأنها أحلى فترة مرت في حياتي ذلك لأنه لم يكن مكتبا لتعليم الفتيان فحسب، وإنما مؤسسة قائمة بذاتها لها تقاليدها وأعرافها ولها نظمها وطرائقها، ولأنه كان معقلاً من معاقل الوطنية الصادقة.

## مديرو وخريجو المكتب
- محمد الداوودي
- عبد القادر المبارك: (1876-1945م) عضو مجمع اللغة العربية.
- سليم الجندي: (1880- 1955م) أديب وشاعر سوري.
- محمد البزم: (1887-1955م) شاعر سوري.
- جودة الهاشمي (1887-1955م) معلم سوري من أصل جزائري.
- محمد علي الجزائري
- مصطفى وهبي التل (25 مايو 1899 - 24 مايو 1949)شاعر وسياسي أردني.
- جميل صليبا:  (1902-1976م) أديب ومعلم من أصل لبناني.
- جودة الكيال
- يحيى الشماع[8]
- علي الطنطاوي: (1909-1999م) أديب وفقيه سوري سعودي.
- ظافر القاسمي: (1913-1984م) أديب ومحام سوري.
- كاظم الداغستاني: (1898-1985م) أديب سوري.
- عبد الكريم الكرمي: (1906-1980م) شاعر فلسطيني.
- عبد الغني الكرمي: (1906-1974م) سياسي ومفكر فلسطيني[9]
- حسن الكرمي: (1905-2007م) أديب ومترجم فلسطيني[10]
- أنور العطار: (1908-1972م) شاعر سوري.
- شكري القوتلي: (1891-1967م) سياسي سوري شغل منصب رئيس الجمهورية السورية الأولى.
- حسني سبح: (1900-1986م) طبيب ولغوي سوري.
- وجيه السمان: (1913ـ1992) مهندس ولغوي سوري، شغل منصب وزير الصناعة سنة 1958م في الجمهورية العربية المتحدة.
- رياض العابد: (1917-؟) رئيس ونقيب المحامين
- محمد عربي الأسود
- أمجد الطرابلسي: (1916-2001م) شاعر وباحث سوري.
- بدوي الجبل: (1900-1981م) شاعر سوري.
- زكي المحاسني
- شكري فيصل
- سعيد الغزي: (1893-1967م) عضو الجمعية التأسيسية التي وضعت أول دستور سوري عام 1928، ورئيس الوزراء عام 1954.
- نزيه الحكيم [11]
- محمد بطاح المحيسن: (1888-1942م) كاتب أردني [12]

## معرض الصور

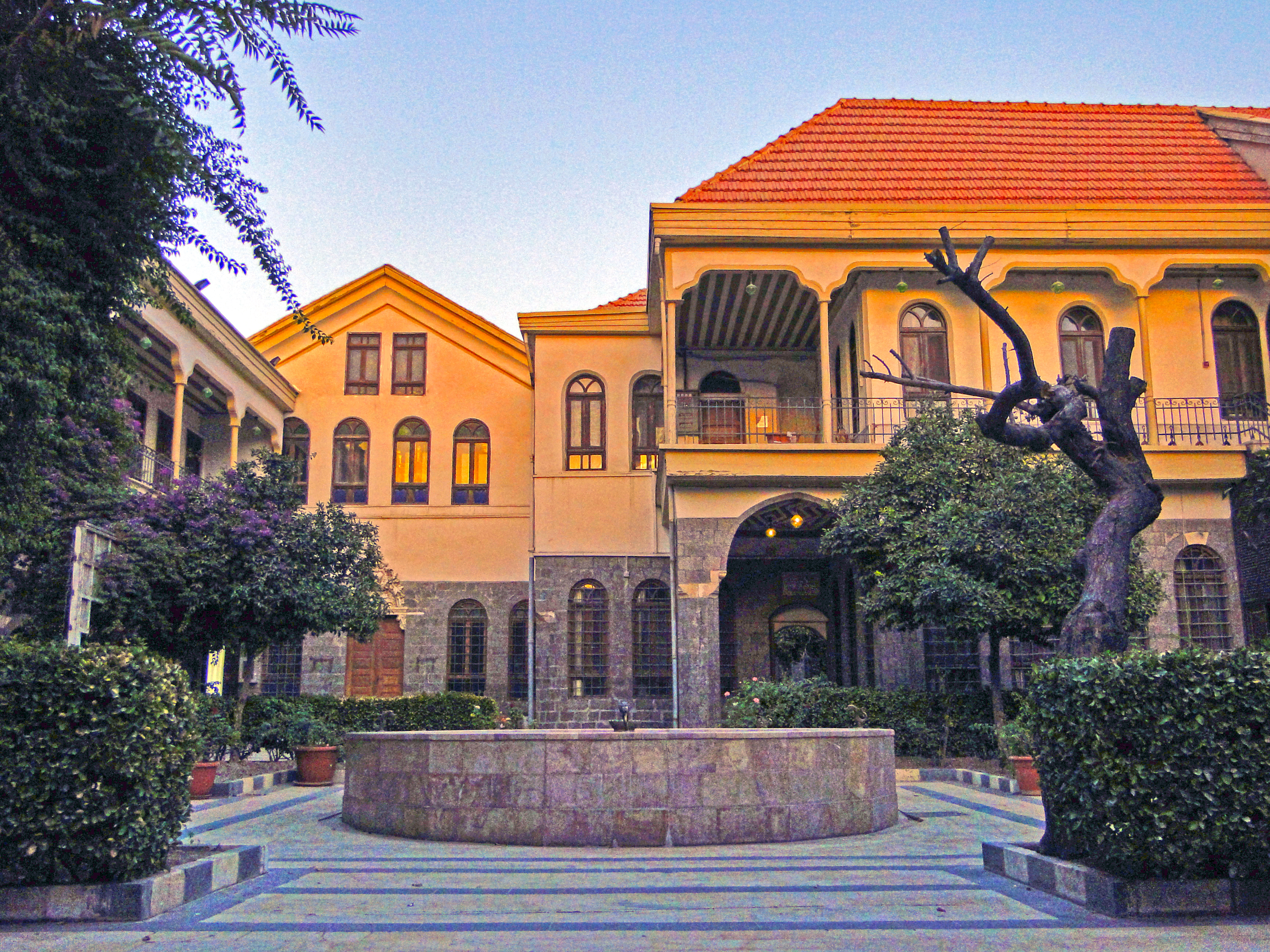
مكتب عنبر
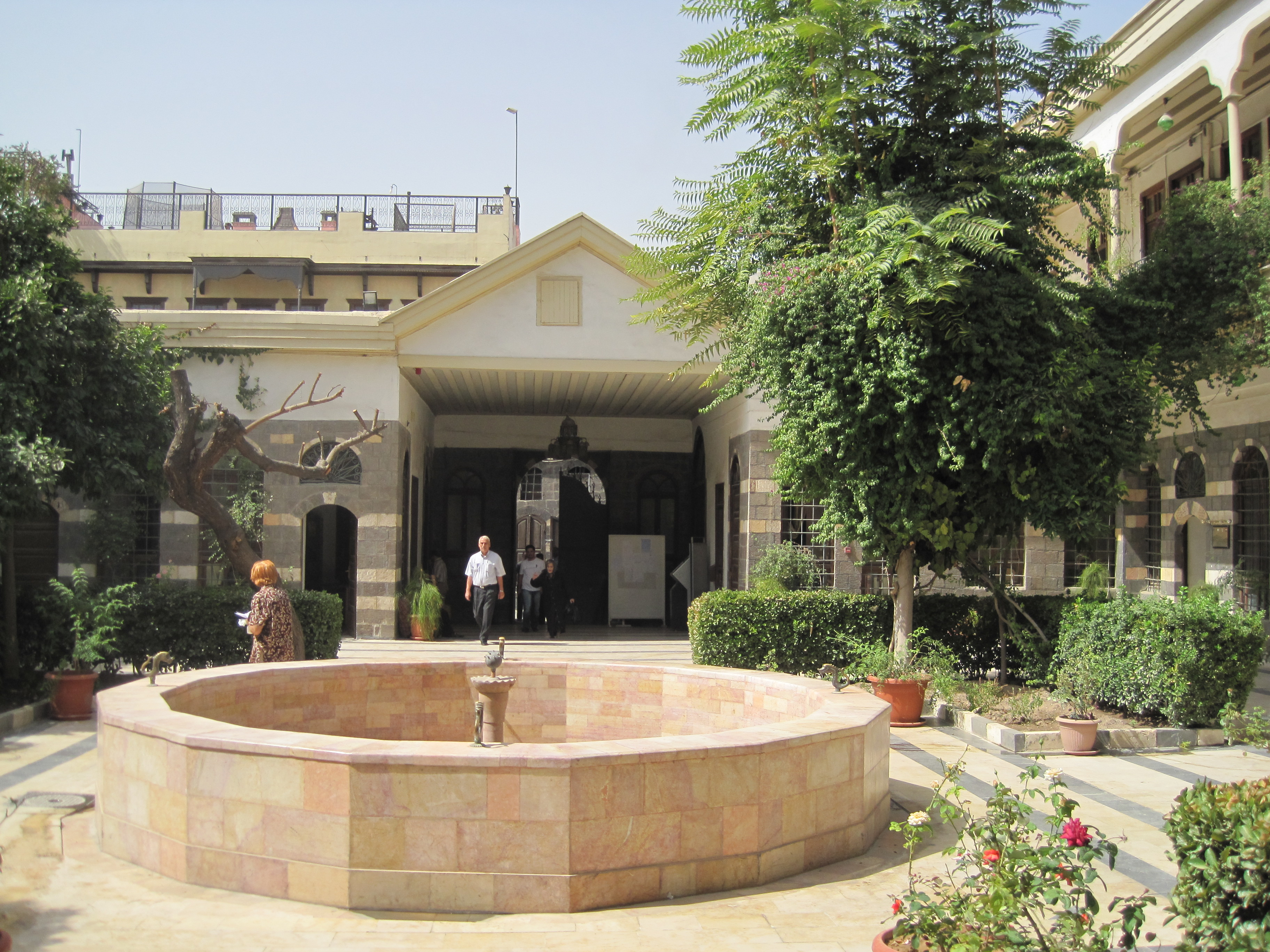
باحة الاستقبال
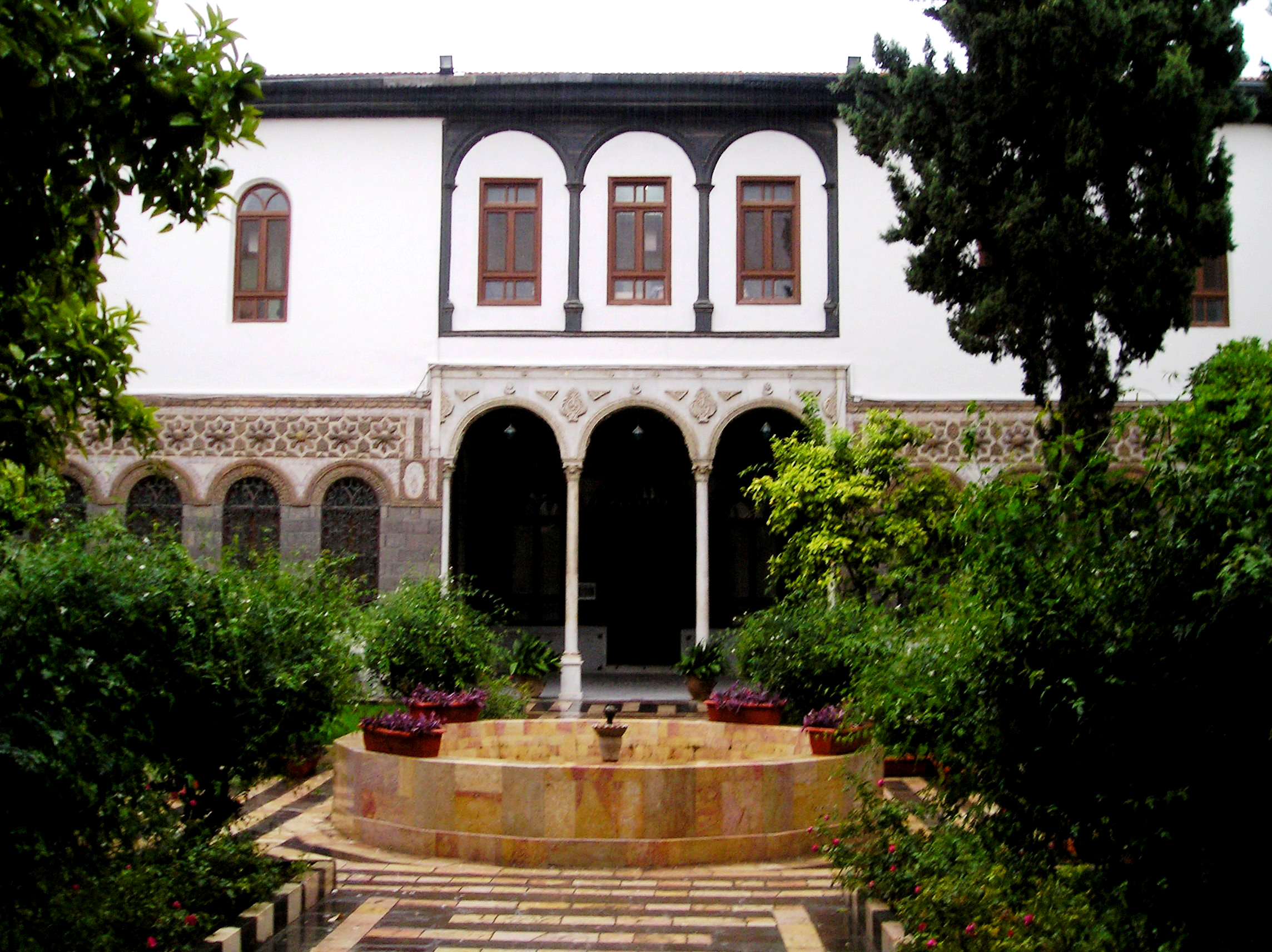
باحة الإناث
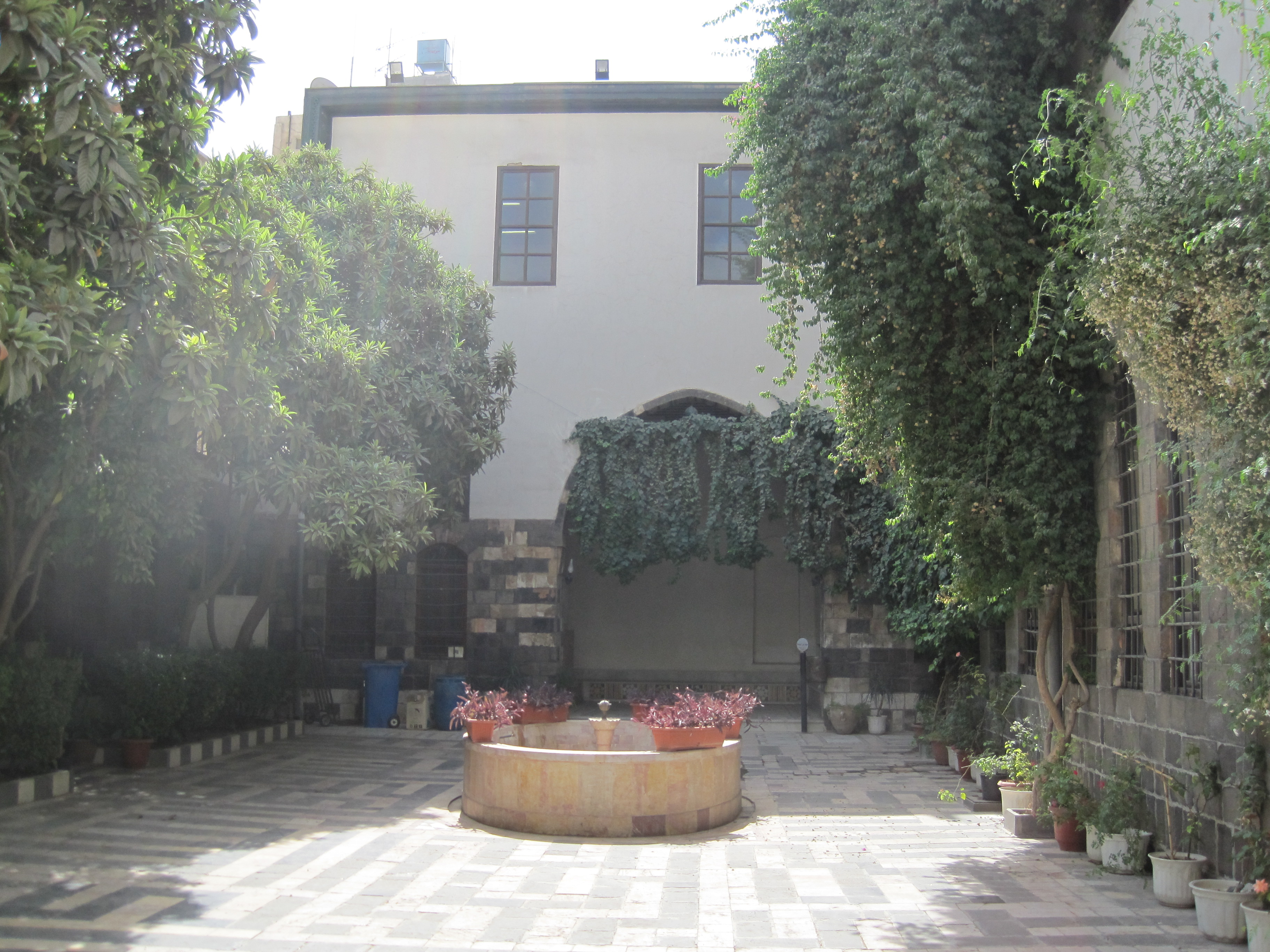
فناء الخدم
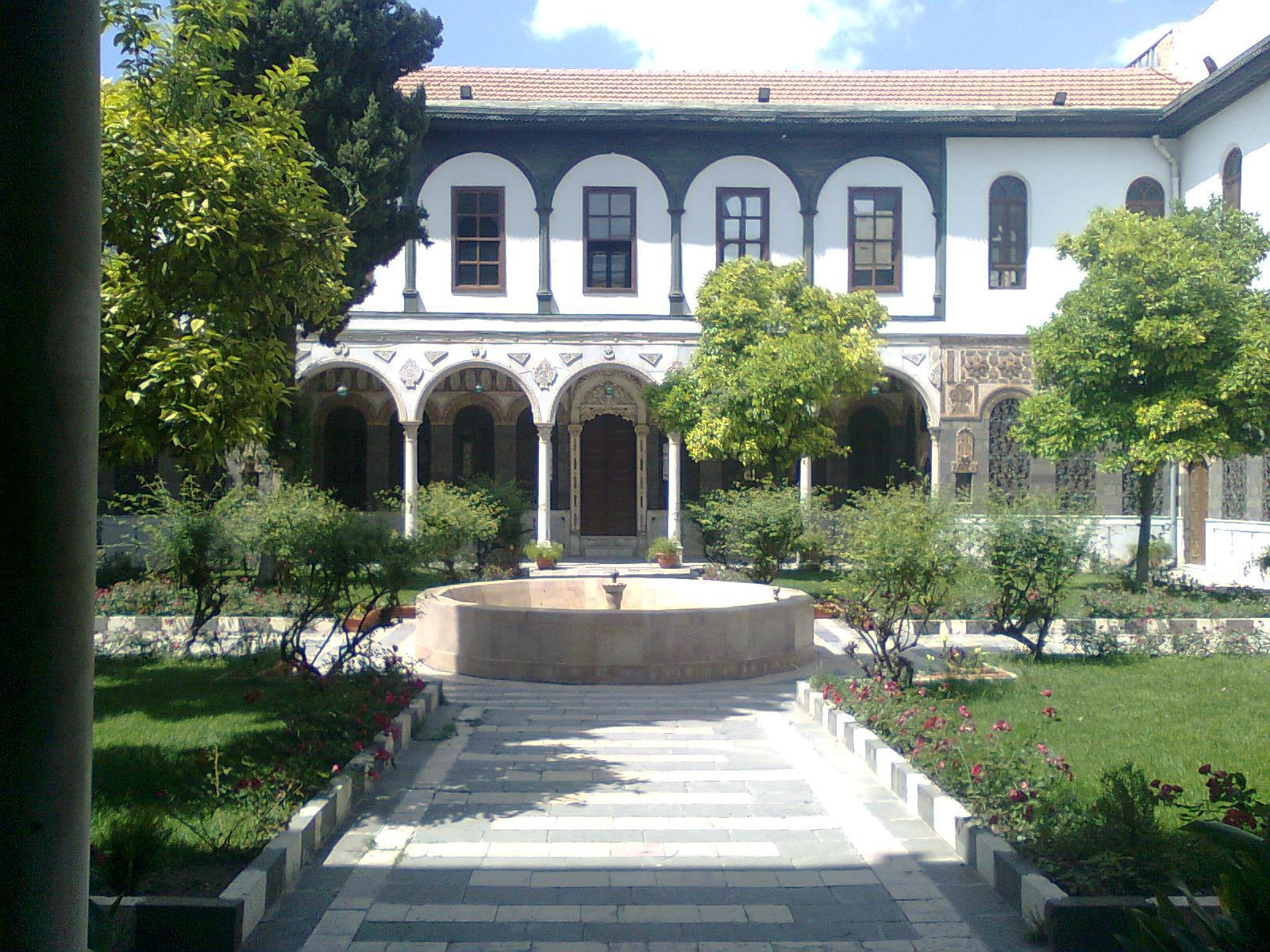
فناء الإناث
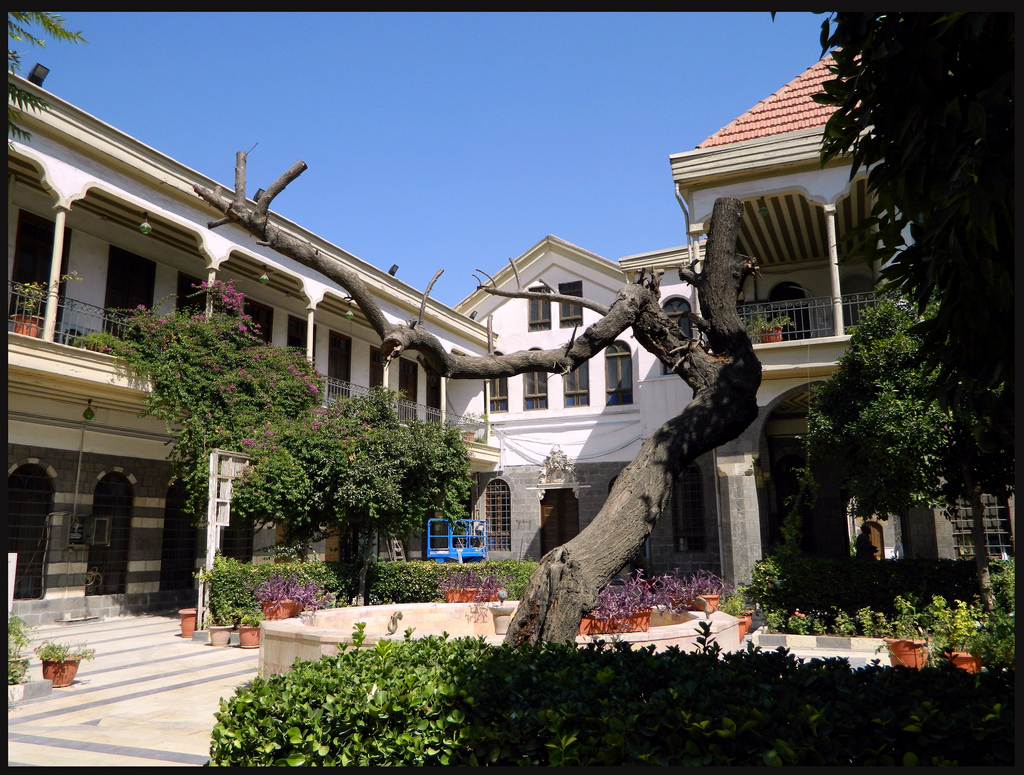
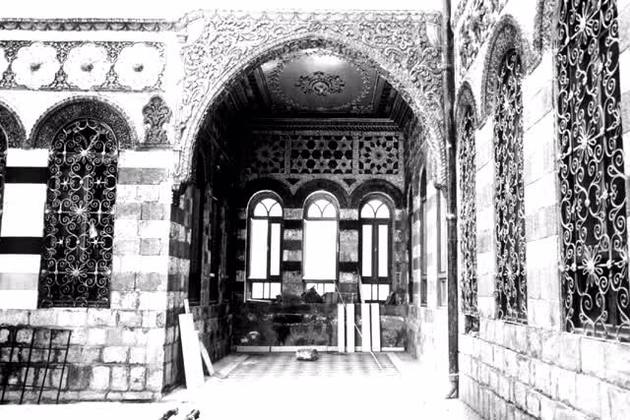
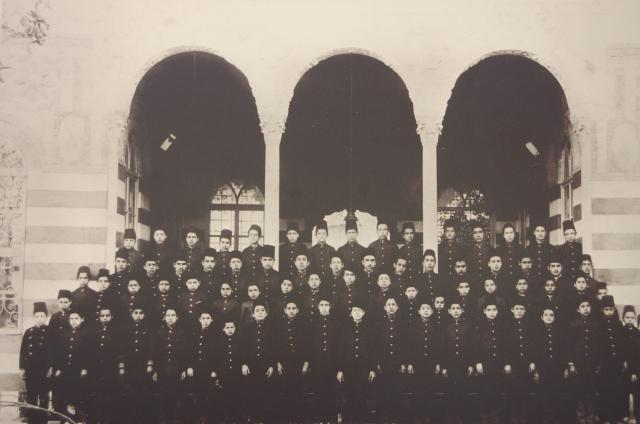
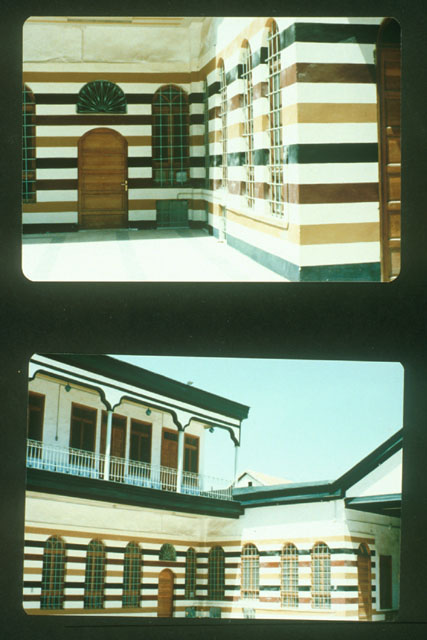
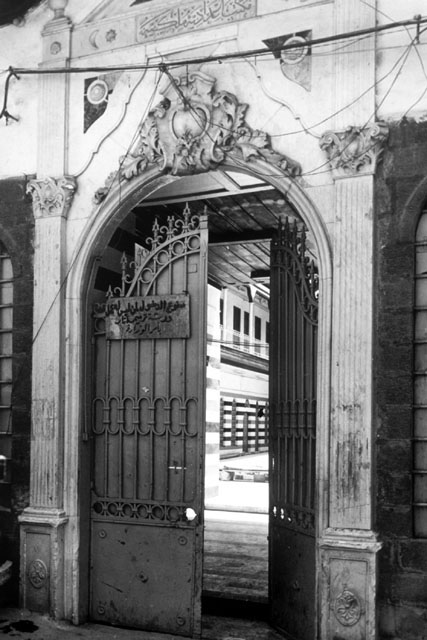
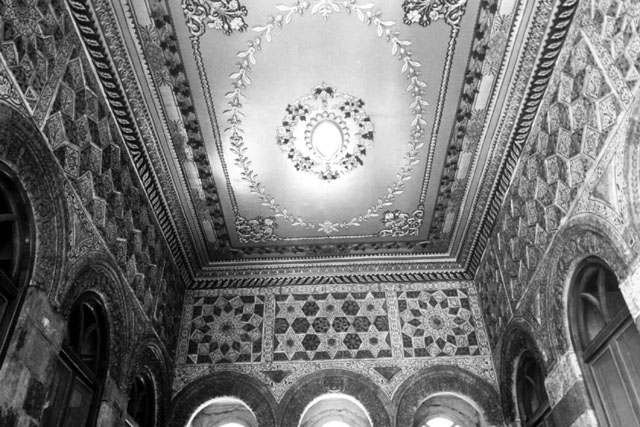
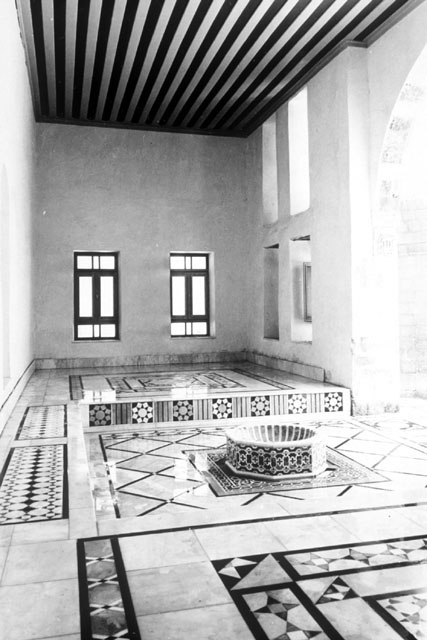
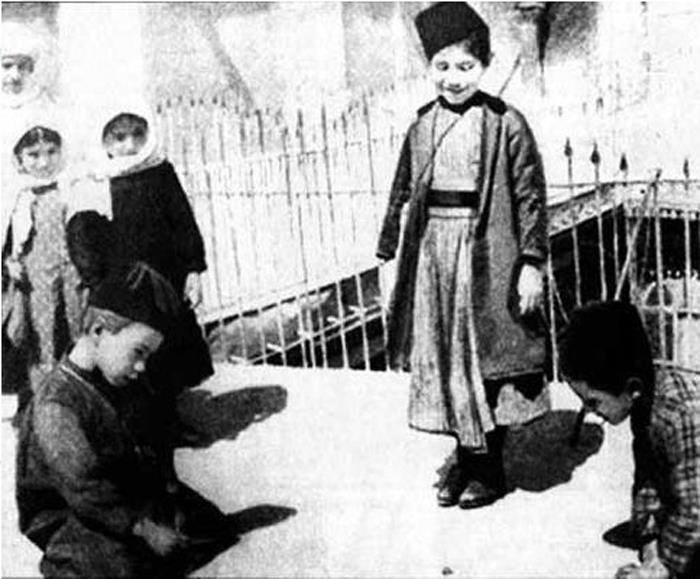
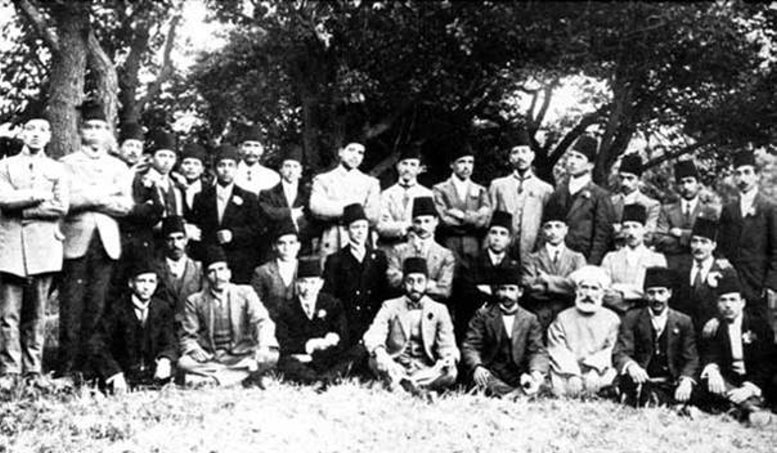